# Mastrus laplantei
Mastrus laplantei är en stekelart som beskrevs av Mason 1968. Mastrus laplantei ingår i släktet Mastrus och familjen brokparasitsteklar. Inga underarter finns listade i Catalogue of Life.